# Eamon Sullivan
Eamon Sullivan (Perth (West-Australië), 30 augustus 1985) is een Australische zwemmer. Sullivan vertegenwoordigde zijn vaderland op de Olympische Zomerspelen 2004 in Athene, op de Olympische Zomerspelen 2008 in Peking en op de Olympische Zomerspelen 2012 in Londen.

## Carrière
Sullivan maakte zijn internationale debuut bij de Olympische Zomerspelen 2004 in Athene. Hij kwam alleen in actie op de 4x100 meter vrije slag, op dit onderdeel eindigde hij samen met Michael Klim, Todd Pearson en Ian Thorpe op de zesde plaats.
Op de Gemenebestspelen 2006, voor eigen publiek in Melbourne, won Sullivan zijn eerste internationale medailles. Goud op de 4x100 meter wisselslag, Matt Welsh, Brenton Rickard en Michael Klim waren zijn ploeggenoten. Op de 4x100 meter vrije slag pakte hij een zilveren medaille samen met Michael Klim, Brett Hawke en Ashley Callus. Individueel eindigde hij als vijfde op zowel de 50 als de 100 meter vrije slag. Enkele weken later nam Sullivan deel aan de wereldkampioenschappen kortebaanzwemmen 2006 in Shanghai. Hier werd hij voortijdig uitgeschakeld op de 50 en 100 meter vrije slag en speelde zodoende geen rol van betekenis. Op de Pan Pacific kampioenschappen zwemmen 2006 in Victoria, Canada sleepte de Australiër drie bronzen medailles in de wacht. Individueel op de 100 meter vrije slag, gedeeld met de Zuid-Afrikaan Roland Mark Schoeman, achter Brent Hayden en Jason Lezak. Met het Australische team pakte hij brons op de 4x100 meter vrije slag en de 4x100 meter wisselslag.
Sullivan nam, wederom voor eigen publiek, deel aan de wereldkampioenschappen zwemmen 2007 in Melbourne. Daar werd de Australiër wereldkampioen op de 4x100 meter wisselslag samen met Matt Welsh, Brenton Rickard en Andrew Lauterstein. Individueel pakte hij het brons op de 100 meter vrije slag, achter Brent Hayden en Filippo Magnini die de wereldtitel moesten delen, en eindigde hij als vijfde op de 50 meter vrije slag. Op de 4x100 meter vrije slag eindigde hij samen met Ashley Callus, Andrew Lauterstein en Kenrick Monk als vijfde.
Op 17 februari 2008 verbrak Sullivan het wereldrecord op de 50 meter vrije slag van de Rus Aleksandr Popov met 0,08 seconde. Op de Australische zwemkampioenschappen won hij zowel de 50 en 100 meter vrije slag, op de 50 meter verbrak hij opnieuw het wereldrecord en op de 100 meter benaderde hij het wereldrecord op 0,02 seconde. Dankzij deze prestaties plaatste de Australiër zich voor de Olympische Zomerspelen 2008 in Peking. In China pakte hij samen met Andrew Lauterstein, Ashley Callus en Matt Targett brons op de 4x100 meter vrije slag, als startzwemmer verbrak hij het wereldrecord op de 100 meter vrije slag. Op de 100 meter vrije slag eindigde hij als tweede achter de Fransman Alain Bernard, nadat hij in de halve finale opnieuw het wereldrecord verbeterd had. De 50 meter vrije slag finale liep niet zoals gehoopt voor Sullivan, de wereldrecordhouder eindigde slechts als zesde. Op de slotdag van het toernooi pakte hij nogmaals een zilveren medaille, ditmaal op de 4x100 meter wisselslag met zijn ploeggenoten Hayden Stoeckel, Brenton Rickard en Andrew Lauterstein.

### 2009-heden
Op 24 april 2009 raakte Sullivan zijn wereldrecord op de 100 meter vrije slag kwijt aan de Fransman Alain Bernard, maar kreeg zijn record later weer terug omdat de badkleding van de Fransman niet was goedgekeurd. De Australiër moest zich vanwege een virusinfectie afmelden voor de wereldkampioenschappen zwemmen 2009 in Rome.
Tijdens de Pan Pacific kampioenschappen zwemmen 2010 in Irvine eindigde Sullivan als zevende op de 100 meter vrije slag en als elfde op de 50 meter vrije slag, samen met Kyle Richardson, Cameron Prosser en James Magnussen sleepte hij de zilveren medaille in de wacht op de 4x100 meter vrije slag. In Delhi nam de Australiër deel aan de Gemenebestspelen 2010, op dit toernooi veroverde hij de bronzen medaille op de 100 meter vrije slag en eindigde hij als zesde op de 50 meter vrije slag. Op de 4x100 meter vrije slag legde hij samen met Kyle Richardson, Tommaso D'Orsogna en James Magnussen beslag op de gouden medaille, samen met Ashley Delaney, Brenton Rickard en Geoff Huegill sleepte hij de gouden medaille in de wacht op de 4x100 meter wisselslag.
Op de wereldkampioenschappen zwemmen 2011 in Shanghai sleepte Sullivan samen met James Magnussen, Matt Targett en Matt Abood de wereldtitel in de wacht op de 4x100 meter vrije slag.
Tijdens de Olympische Zomerspelen van 2012 in Londen eindigde de Australiër als achtste op de 50 meter vrije slag, op de 4x100 meter vrije slag eindigde hij samen met James Magnussen, Matt Targett en James Roberts op de vierde plaats.

## Internationale toernooien

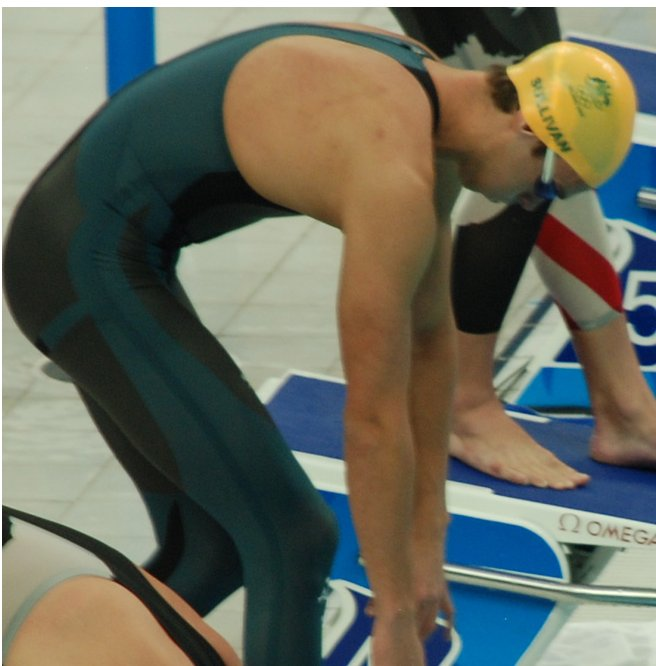
Op het startblok tijdens de Olympische Spelen van 2008

| Jaar | Olympische Spelen                                                            | WK langebaan                                                                   | WK kortebaan | PanPacs                                                                     | Gemenebestspelen                                                                 |
| ---- | ---------------------------------------------------------------------------- | ------------------------------------------------------------------------------ | --- | --------------------------------------------------------------------------- | -------------------------------------------------------------------------------- |
| 2004 | 6e 4x100m vrije slag                                                         |                                                                                | geen deelname |                                                                             |                                                                                  |
| 2005 |                                                                              | geen deelname                                                                  | |                                                                             |                                                                                  |
| 2006 |                                                                              |                                                                                | 25e 50m vrije slag · 15e 100m vrije slag · 7e 4x100m vrije slag · 4x100m wisselslag · Sullivan zwom enkel de series | 7e 50m vrije slag · 100m vrije slag · 4x100m vrije slag · 4x100m wisselslag | 5e 50m vrije slag · 5e 100m vrije slag · 4x100 m vrije slag · 4x100 m wisselslag |
| 2007 |                                                                              | 5e 50m vrije slag · 100m vrije slag · 5e 4x100m vrije slag · 4x100m wisselslag | |                                                                             |                                                                                  |
| 2008 | 6e 50m vrije slag · 100m vrije slag · 4x100m vrije slag · 4x100 m wisselslag |                                                                                | geen deelname |                                                                             |                                                                                  |
| 2009 |                                                                              | geen deelname                                                                  | |                                                                             |                                                                                  |
| 2010 |                                                                              |                                                                                | geen deelname | 11e 50m vrije slag · 7e 100m vrije slag · 4x100m vrije slag                 | 6e 50m vrije slag · 100m vrije slag · 4x100m vrije slag · 4x100 wisselslag       |
| 2011 |                                                                              | 4x100m vrije slag                                                              | |                                                                             |                                                                                  |
| 2012 | 8e 50m vrije slag 4e 4x100m vrije slag                                       |                                                                                | |                                                                             |                                                                                  |

## Persoonlijke records
Bijgewerkt tot en met 11 november 2009

### Kortebaan
| Afstand         | Tijd  | Datum            | Plaats    |
| --------------- | ----- | ---------------- | --------- |
| 50m vrije slag  | 21,20 | 11 november 2009 | Stockholm |
| 100m vrije slag | 46,82 | 13 november 2007 | Stockholm |

### Langebaan
| Afstand         | Tijd  | Datum            | Plaats |
| --------------- | ----- | ---------------- | ------ |
| 50m vrije slag  | 21,28 | 28 maart 2008    | Sydney |
| 100m vrije slag | 47,05 | 13 augustus 2008 | Peking |